# L'Homme dit fou et la Mauvaise Foi des hommes
L'Homme dit fou et la Mauvaise Foi des hommes est un recueil de nouvelles de Florent Couao-Zotti, écrivain, auteur de romans, de nouvelles, de pièces de théâtre et de bandes dessinées béninois. Le recueil est sorti en 2000 à Paris aux éditions Le Serpent à Plumes.

## Résumé et liste des nouvelles
Le livre relate à travers ses nouvelles des histoires liées au Bénin et plus précisément à sa capitale. Entre violence, magie, vaudou, viole et inceste, L'Homme dit fou et la Mauvaise Foi des hommes plonge le lecteur dans ce qu'il y a de pire chez l'être humain,,,. Il est constitué de 9 nouvelles :    
- L'Homme dit fou et la Mauvaise Foi des hommes (pp. 9 à 39)
- Le Monstre (pp. 41 à 52)
- L'Avant-jour du paradis (pp. 53 à 83)
- Petits Enfers de coins de rues (pp. 85 à 117)
- Présumé sorcière (pp. 119 à 138)
- Le Rire nombril (pp. 139 à 166)
- Délalie (pp. 167 à 177)
- Jonquet blues (pp. 179 à 191)
- Tant qu’il y aura des anges (pp. 193 à 214)